# Sedobro
Sedobro (Servisch cyrillisch Седобро) is een plaats in de Servische gemeente Prijepolje. De plaats telt 322 inwoners (2002).